# Sant Iscle de Colltort (Les Planes d'Hostoles)
Sant Iscle de Colltort és un poble que pertany al municipi de Sant Feliu de Pallerols, a la comarca de la Garrotxa. Situat a la capçalera de la riera de Sant Iscle i al peu del castell de Colltort (845 m d'altitud).
Sant Iscle era un ens local a principis del Segle XIX, però amb la fi del règim senyorial va passar a formar part del municipi de Sant Feliu de Pallerols.
L'església parroquial romànica, molt modificada, de Sant Iscle de Colltort, és el principal nucli del poble.
El castell de Colltort està documentat el 1017 en què havia estat donat en feu pel comte de Barcelona Ramon Borrell. La jurisdicció del terme passa a la senyoria d'Hostoles i després als Santa Pau. El segle xviii pertanyia a la batllia reial d'Hostoles. L'església de Sant Iscle també està documentada l'any 1017.